# Notropis boops
Notropis boops är en fiskart som beskrevs av Gilbert, 1884. Notropis boops ingår i släktet Notropis och familjen karpfiskar. Inga underarter finns listade i Catalogue of Life.